# Maria Calasanz Ziesche
Maria Calasanz Ziesche (* 29. April 1923 in Düren als Hildegard Ziesche; † 31. Juli 2001 in Allensbach) war eine deutsche Ordensschwester.

## Leben
1948 legte sie die Reifeprüfung ab und danach nahm sie das Studium zur Volksschullehrerin in Aachen auf. 1950 trat sie in Mülhausen in den Orden der Schwestern Unserer Lieben Frau ein. Das Staatsexamen legte sie 1953 ab. 1958 legte sie die ewigen Gelübde ab. Von 1960 bis 1984 war sie Lehrerin am St. Joseph-Gymnasium in Rheinbach und gleichzeitig bis 1998 Internatsleiterin.

## Schriften (Auswahl)
- In seinem Lichte. Das Leben der Mater Regina Protmann. Leipzig 1998, ISBN 3-7462-1293-6.
- Die letzte Freiheit: Hermann von Altshausen. Beuroner Kunstverlag 2001, ISBN 978-3-87071-129-0
- Für Gott und die Menschen. Aus dem Leben der seligen Mutter M. Theresia Scherer. Leipzig 2002, ISBN 3-7462-1546-3.
- Die leeren Hände. Eine Erzählung um Abt Berno von Reichenau 1008–1048. Beuron 2006, ISBN 3-87071-149-3.
- Stab und Quelle. Eine Erzählung um den heiligen Wanderbischof Pirmin. Beuron 2007, ISBN 3-87071-151-5.
- Das große Wagnis. Julie Billiart - ein Leben für die Armen. Rheinbach Schwestern Unserer Lieben Frau 1987, ISBN 3-21144-521-8.
- Und die Wasser fließen. Eine Erzählung um Abt Regino von Prüm (840–915). 1995, ISBN 3-98004-495-5.
- Der Geist des Mönchs: Auf den Spuren des Hermannus Contractus. Historischer Roman. Benno Verlag 2000, ISBN 3-74621-388-6.